# Modaoshi (köpinghuvudort i Kina, Heilongjiang Sheng, lat 44,56, long 129,86)
Modaoshi (kinesiska: 磨刀石, 磨刀石镇) är en köpinghuvudort i Kina. Den ligger i provinsen Heilongjiang, i den nordöstra delen av landet, omkring 290 kilometer sydost om provinshuvudstaden Harbin. Antalet invånare är 32 435. Befolkningen består av 15 637 kvinnor och 16 798 män. Barn under 15 år utgör 15,0 %, vuxna 15-64 år 76 %, och äldre över 65 år 8,0 %.
Runt Modaoshi är det ganska glesbefolkat, med 43 invånare per kvadratkilometer. Närmaste större samhälle är Xin'an, 18,6 km väster om Modaoshi. Omgivningarna runt Modaoshi är en mosaik av jordbruksmark och naturlig växtlighet.
Genomsnittlig årsnederbörd är 895 millimeter. Den regnigaste månaden är juli, med i genomsnitt 188 mm nederbörd, och den torraste är januari, med 7 mm nederbörd.